# 金田龍弥
金田 龍弥（かねだ りゅうや、2000年〈平成12年〉9月29日 - ）は、日本のプロバスケットボール選手。大阪府出身。B.LEAGUEの神戸ストークス所属。ポジションはスモールフォワード。
姉の金田愛奈もバスケットボール選手。

## 経歴
大阪学院大学卒業。2018年に「FIBA U18アジア選手権」に出場し、2019年には「U20 日本代表チーム強化合宿メンバー」に選出された。2020-21シーズンより、西宮ストークス (現: 神戸ストークス) で特別指定選手としてプレーし、2022-23シーズンからプロ選手として西宮に所属している。